# Trypanosoma brucei
Trypanosoma brucei is een eencellige parasiet, die behoort tot het geslacht Trypanosoma en bij de mens de veroorzaker is van Afrikaanse trypanosomiasis ofwel slaapziekte. Bij dieren is het de veroorzaker van diertrypanosomiasis, die bij koeien en paarden nagana wordt genoemd. Het is een vectorziekte, die voorkomt bij onder andere de mens en gewervelde dieren en wel voornamelijk in de sub-Sahara van Afrika. Het is een protozoön en wordt overgebracht op mensen en andere gewervelden door hoofdzakelijk soorten van de tseetseevlieg (Glossina). De parasiet werd in 1894 ontdekt door Sir David Bruce, waar de parasiet in 1899 naar is vernoemd.
Trypanosoma brucei wordt onderverdeeld in drie ondersoorten:
- Trypanosoma brucei brucei, parasieteert op gewervelden, maar slechts sporadisch op de mens.
- Trypanosoma brucei gambiense , parasieteert op de mens.
- Trypanosoma brucei rhodesiense, parasieteert op de mens..[3][4]

Overdracht vindt plaats tijdens het opzuigen van het bloed door de tseetseevlieg. De parasiet ondergaat een complex van morfologische veranderingen tijdens de levenscyclus in het insect en zoogdier. De verschillen tussen de celoppervlakte-eiwitten van het bloed van zoogdieren zorgen ervoor dat de parasiet antigene variatie ondergaat, waardoor de adaptieve immuniteit van de gastheer wordt omzeild en chronische infectie mogelijk wordt gemaakt. Trypanosoma brucei kan de bloed-hersenbarrière doorbreken.

## Levenscyclus
Tijdens het opzuigen van het bloed van de zoogdiergastheer injecteert een geïnfecteerde tseetseevlieg (geslacht Glossina) metacyclische trypomastigoten in het huidweefsel. De parasieten komen in het lymfevatenstelsel en gaan van daaruit over in de bloedbaan (1). In de gastheer transformeren ze in trypomastigoten (2), die naar andere plaatsen in het lichaam worden getransporteerd en zo andere lichaamsvloeistoffen (bijv. lymfe, hersenvocht) komen, waar ze zich gaan vermenigvuldigen door binaire deling (3). Tijdens de hele levenscyclus van de Afrikaanse trypanosomen komen ook extracellulaire stadia voor. De tseetseevlieg raakt geïnfecteerd met trypomastigoten uit het bloed van een geïnfecteerd zoogdiergastheer (4)(5). In de middendarm van de tseetseevlieg transformeren de parasieten in procyclische trypomastigoten, vermenigvuldigen zich door binaire deling (6), verlaten de middendarm en transformeren in epimastigoten (7). De epimastigoten bereiken de speekselklieren van de tseetseevlieg en gaan zich verder vermenigvuldigen door binaire deling (8). De cyclus in de tseetseevlieg duurt ongeveer 3 weken. Trypanosoma brucei gambiense wordt soms overgedragen via de moeder op het kind als de moeder tijdens de zwangerschap is besmet.

## Bouw

De zes belangrijkste morfologische vormen van trypanosomatiden. De verschillende levenscyclusfasen van Trypanosoma brucei vallen in de morfologische categorieën trypomastigoot en epimastigoot.

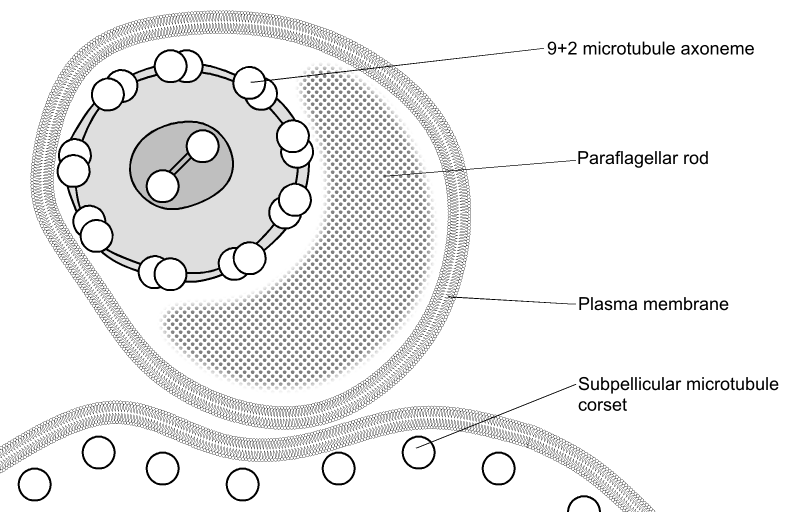
Trypanosoma brucei flagelstructuur.

Trypanosoma brucei is 8 tot 50 μm lang en heeft een langwerpig lichaam met een gestroomlijnde en taps toelopende vorm. Het celmembraan (pellicula genoemd) omsluit de celorganellen, waaronder de celkern, mitochondriën, endoplasmatisch reticulum, Golgi-apparaat en ribosomen. Bovendien is er een ongewoon organel genaamd de kinetoplast, die bestaat uit talloze ringvormige DNA's (mitochondriaal DNA) en functioneert als een enkel, groot mitochondrion. De kinetoplast ligt in de buurt van het basaallichaam waarvan het onder de microscoop niet te onderscheiden is. Uit het basaallichaam ontstaat een enkel flagel die naar het voorste uiteinde loopt. Langs het lichaamsoppervlak is de flagel bevestigd aan het celmembraan dat een golvend membraan vormt. Alleen het uiteinde van de flagel zit aan de voorkant niet vast. Het celoppervlak van de bloedvaten heeft een dichte laag van variant oppervlakte glycoproteïnen (VSGs), die wordt vervangen door een even dichte laag van procyclinen wanneer de parasiet verandert in een procylische in de middendarm van de tseetseevlieg.
- de epimastigoot wordt aangetroffen in de tseetseevlieg. De kinetoplast en het basaallichaam ligt aan de voorkant van de kern, met een lang flagel bevestigd aan het cellichaam. Het flagellum begint vanuit het midden van het lichaam.
- de trypomastigoot komt voor in zoogdiergastheren. De kinetoplast en het basaallichaam liggen aan de achterzijde ten opzicht van de kern. De flagel komt voort uit het achterste uiteinde van het lichaam.

Deze namen zijn afgeleid van het Grieks mastig, dat zweep betekent, verwijzend naar de zweepachtige flagel van het trypanosoom. De trypanosome flagel heeft twee hoofdstructuren. Het bestaat uit een typisch flagellair axoneem, dat evenwijdig aan de paraflagellaire staaf ligt, een roosterstructuur van eiwitten die uniek zijn voor de kinetoplastida, euglenoiden en dinoflagellaten.
De microtubuli van de flagellaire axoneem liggen in de normale 9 + 2-opstelling, georiënteerd met de + aan het voorste uiteinde en de - in het basaallichaam. De cytoskeletstructuur strekt zich uit van het basaallichaam tot de kinetoplast. De flagel wordt aan het cytoskelet van het hoofdcellichaam gebonden door vier gespecialiseerde microtubuli, die parallel lopen en in dezelfde richting aan de flagellaire tubuline.
De flagellaire functie is tweeledig - voortbeweging via oscillaties langs de vastzittende flagel en cellichaam, en bevestiging aan de tseetseevliegendarm tijdens de procyclische fase..

## Reproductie

### Binaire deling

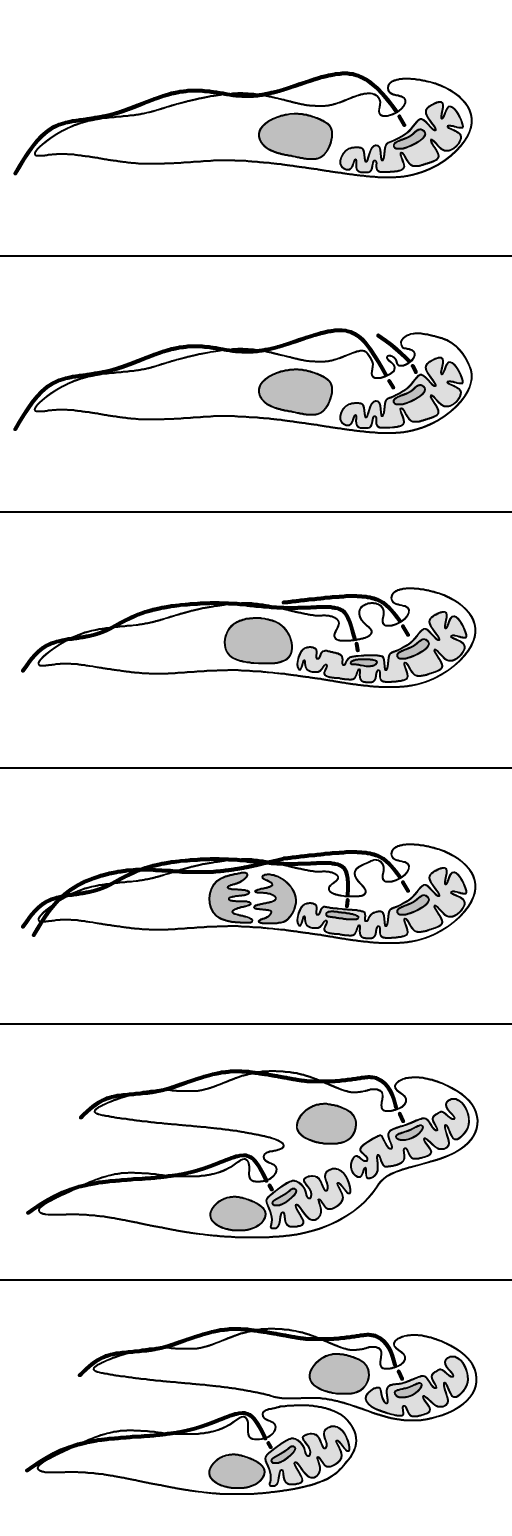
Trypanosome celdelingscyclus (procyclische vorm).

De reproductie van Trypanosoma brucei is ongewoon in vergelijking met die van de meeste eukaryoten. De kernmembraan blijft intact en de chromosomen condenseren niet tijdens de mitose. Het basaallichaam, in tegenstelling met het centrosoom bij de meeste eukaryotische cellen, speelt geen rol bij de organisatie van de spoelfiguur en in plaats daarvan is het betrokken bij de splitsing van de kinetoplast. De stappen bij de reproduktie zijn:
1. Het basaallichaam verdubbelt en blijft verbonden met de kinetoplast. Elk basaallichaam vorm afzonderlijk een flagel.
2. Het ringvormige kinetoplast DNA wordt vermeerderd, waarna de kinetoplast deelt en elk van de twee kinetoplasten naar de twee basaallichamen gaan.
3. Het celkern-DNA wordt vermeerderd, terwijl de nieuwe flagel van het jongere basaallichaam zich naar achteren verlengd.
4. De celkern deelt door mitose.
5. De cytokinese, deling van het cytoplasma, gebeurt van de voorzijde naar de achterzijde.
6. De binaire deling wordt met een abscissie voltooid.